# Jurij Česnokov
Jurij Borisovič Česnokov (rusky: Юрий Борисович Чесноков; 22. ledna 1933 Moskva – 30. května 2010 Moskva) byl ruský volejbalista, který reprezentoval Sovětský svaz. S jeho reprezentací vyhrál olympijský turnaj v Tokiu roku 1964 a získal dva tituly mistra světa (1960, 1962). Po skončení hráčské kariéry se stal trenérem, v letech 1971–1976 vedl sovětskou reprezentaci, s níž získal stříbro (1976) a bronz (1972) na olympijských hrách a stříbro na mistrovství světa (1974). Poté byl ve třech obdobích místopředsedou Mezinárodní volejbalové federace (1976–1978, 1980–1992, 1996–1998). V roce 2000 byl uveden do Síně slávy této federace.